# Eulocastra incognita
Eulocastra incognita är en fjärilsart som beskrevs av Emilio Berio 1954. Eulocastra incognita ingår i släktet Eulocastra och familjen nattflyn. Inga underarter finns listade i Catalogue of Life.